# Nieuw Nickerie
Nieuw Nickerie je sa svojih 14.799 stanovnika treći grad u Surinamu. Glavni je grad okruga Nickerie i krajnja točka Pruge istok-zapad.
Nieuw Nickerie se nalazi na ušću rijeke Nickerie u Atlantski ocean, nasuprot ušća rijeke Courantyne i gvajanskog grada Corrivertona, do kojega prometuje trajekt.
Glavna gospodarska grana je poljoprivreda, s pretežitim uzgojem banana i riže. U gradu se nalazi tržnica i nekoliko hotela.
Nieuw Nickerie je izgrađen nakon što su bivše sjedište okruga, Nieuw Rotterdam, razorile poplave.
Gradska zračna luka Majoor Henry Fernandes poznata i kao Aerodrom Nieuw Nickerie, nalazi se u blizini Nieuw Nickeriea.